# New Wave (ficção científica)
A New Wave (em português, Nova Onda) é um movimento de ficção científica iniciado nos anos 1960 e 1970, caracterizado por elevado grau de experimentação, tanto na forma como no conteúdo, e uma sensibilidade artística ou literária  próxima do sub-gênero soft (em oposição à ficção científica hard). Escritores de New Wave, muitas vezes, viam a si mesmos como parte da tradição modernista e eventualmente zombavam da  tradição de ficção científica pulp, que alguns deles consideravam maçante, juvenil e mal escrita.

## Visão geral
A New Wave de ficção científica da década de 1960 enfatizava a experimentação estilística e mérito literário sobre o rigor científico ou previsão. Ele foi concebido como uma deliberada quebra das tradições da SF pulp, que muitos dos escritores envolvidos considerava irrelevantes e sem ambição. O mais proeminente, fonte de New Wave foi a revista New Worlds sob a direção de Michael Moorcock, que assumiu o cargo em 1964. Moorcock procurou usar a revista para "definir um novo papel de vanguarda" para a ficção científica pelo uso de "novas técnicas literárias e modos de expressão." Foi também um período marcado pelo surgimento de uma maior diversidade de vozes na ficção científica, mais notavelmente com o aumento no número de mulheres escritores, incluindo Joanna Russ, Ursula K. Le Guin e James Tiptree, Jr.

## Nome
O nome New Wave é emprestado do movimento do cinema francês nouvelle vague.
Segundo Gary K. Wolf, professor de ciências humanas e inglês na Universidade Roosevelt,  a introdução do termo na ficção científica  ocorre  em 1966, em um ensaio escrito por Judith Merril para The Magazine of Fantasy & Science Fiction. No ensaio, a autora parecia utilizar este termo  para comentar  a ficção experimental que  começou a aparecer na revista inglesa New Worlds, depois que Michael Moorcock assumiu a editoria, em 1964. No entanto, Judith Merril nega que tivesse usado este termo.
Mais tarde, Merril popularizou esta ficção nos Estados Unidos, através de uma antologia organizada por ela - England Swings SF: Stories of Speculative Fiction, Doubleday, 1968 -  apesar de uma antologia anterior (de Harlan Ellison, Dangerous Visions [Doubleday 1967]), também tenh sido  referida como uma obra-chave da  ficção científica New Wave.